# 浮華世界
《浮華世界》（Vanity Fair: A Novel without a Hero）是英國小說家威廉·梅克比斯·薩克萊的諷刺小說，於1847年出版，並曾多次改編成電影與電視劇，生性狡詐虛榮的女主人翁利蓓加·夏普堪稱英國文學史上最知名的惡女之一。書名早年中譯為，今日港台多譯為，中國大陸則仍延用原名。

## 劇情簡介
《名利场》故事取材于英国十九世纪初期攝政時期及滑铁卢战役之後的社会形形色色，副标题为：a novel without a hero, 一本没有英雄人物的小说，是指体现了人類自私自利，追逐虚荣的一面而迥異於當時盛行的英雄式浪漫主義小說。
全書情節围绕在利蓓加和爱米丽亚兩位個性完全不同的年輕女子之間的际遇而展開。利蓓加是個穷画家的女兒，幼岁時父母双亡，就读于平克顿女子学校時，受到平克顿小姐的歧视，使得利蓓加想盡辦法要躋身上流。爱米丽亚·塞德利出身富商家庭，秉性善良柔弱，青春全献给了乔治·奥斯本。利蓓加在爱米丽亚家作客一周，認識了爱米丽亚的哥哥也是殖民地的收税官乔斯·塞德利，因為乔治暗中破坏，沒得到垂愛。乔治和爱米丽亚结婚後，沉溺于赌博声色之中，甚至准备邀利蓓加私奔。
同時利蓓加在贵族皮特·克劳雷男爵家当家庭教师，利蓓加得到了爵士與其富有的親人克劳莱小姐的赏识。利蓓加嫁給有七萬镑财产的克劳莱小姐的侄子罗登·克劳莱。利蓓加勾引罗登，主要是因為罗登是克劳莱男爵的儿子，以为可以稳得遗产，这卻激怒了克劳莱小姐。婚後利蓓加夫婦與乔治·奥斯本夫婦一同渡海前往參加著名的滑铁卢战役。喬治在滑铁卢战役中身亡，爱米丽亚成為寡婦。而罗登榮升上校，夫婦兩人在巴黎很風光。回英國倫敦後，有了小孩小罗登。利蓓加费尽心机跻身上流社会，最後如願以償，但利蓓加自私自利的真面目被丈夫發現，罗登因而离开了利蓓加，也令原本在倫敦上流社交圈出盡風頭的利蓓加必須因家庭醜聞隻身遠避歐洲大陸，周遊於布魯塞爾和巴黎等城市，招搖撞騙，幸而利蓓加終獲一次翻身的機會...

## 人物
- 利蓓加
- 爱米丽亚·塞德利
- 皮特·克劳雷男爵
- 罗登·克劳莱
- 乔治·奥斯本

## 中譯本
楊必（譯）：《名利場》（北京：人民文學出版社，1957年）。

榮如德（譯）：《花花世界》（上海：上海译文出版社，1999年）。
錢鍾書曾在《管錐編》中翻譯《名利场》中描写滑铁卢大战的结尾，英语原文为：
|  | Darkness came down on the field and the city；and Amelia was praying for George，who was lying on his face，dead，with a bullet through his heart。 |

譯文
|  | “夜色四罩，城中之妻方祈天保夫无恙，战场上之夫仆卧，一弹穿心，死矣。” |

## 外部連結
- The Victorian Web （页面存档备份，存于） - Thackeray's Illustrations of Vanity Fair
- Vanity Fair - 古腾堡计划